# 중동초등학교 (경북)
중동초등학교는 대한민국 경상북도 상주시 중동면 오상리에 있는 공립 초등학교이다.

## 학교 연혁
- 1935년 9월 1일 중동공립보통학교(4년제 2학급) 개교설립인가 8월 10일
- 1938년 4월 1일 중동공립심상소학교 개칭[1]
- 1939년 4월 1일 수업 연한 6년제 승격
- 1941년 4월 1일 중동공립국민학교 개칭[2]
- 1971년 9월 1일 간상리에서 오상리 303번지로 이전
- 1983년 3월 20일 병설유치원 개원
- 1991년 3월 1일 회상분교장 편입
- 1992년 3월 1일 회상분교장 통합
- 1994년 3월 1일 신동분교장 편입
- 1996년 3월 1일 중동초등학교로 개칭[3]
- 2007년 3월 1일 신동분교장 통합
- 2015년 9월 1일 제27대 이정일 교장 부임
- 2016년 2월 5일 제78회 1명 졸업(총 3,820명)
- 2016년 3월 1일 중동초등학교 4학급, 병설유치원 1학급 편성
- 2017년 2월 10일 제79회 5명 졸업(총 3,825명)
- 2017년 3월 1일 중동초등학교 4학급, 병설유치원 1학급 편성

## 참고 자료
- 중동초등학교 - 한국교육학술정보원 학교알리미